# Droit mou en France
 (avril 2025).
Si vous disposez d'ouvrages ou d'articles de référence ou si vous connaissez des sites web de qualité traitant du thème abordé ici, merci de compléter l'article en donnant les références utiles à sa vérifiabilité et en les liant à la section « Notes et références ».
En droit français, le droit mou ou souple (en anglais : soft law) est un ensemble de règles dont la « juridicité » est discutée. Ce sont des règles de droit non obligatoires, ce qui est a priori contraire à l'essence du droit. A priori, car dans la pratique, il y a de nombreuses lois dont l'application est peu sanctionnée et/ou contrôlée, ce qui tend parfois à complexifier la distinction entre « droit mou » et « droit dur ».
Un texte crée du « droit mou » quand il se contente de conseiller, sans poser d'obligation juridiquement sanctionnée. Dans un tel cas, on parle aussi du « bavardage de la loi » ou de « loi bavarde ».

## Nature
Les juristes français ont pu également parler de « flexible droit », « droit flou », « droit gazeux » et considèrent presque unanimement que le phénomène est déterminant dans l'inflation législative, et dénature la notion même de loi. C'est le rapport d'étude du conseil d'Etat Français 2013, consacré au droit souple, qui entérine l'usage de la notion en droit français.
Le Conseil constitutionnel, depuis 2004, censure les dispositions législatives sans portée normative comme contraires à la notion de loi ressortant de la constitution, mais il ne censure pas les dispositions de portée normative incertaine, qui constituent à proprement parler cette soft law qui prescrit un comportement mais ne le rend pas expressément obligatoire.
Outre que cette pratique est contraire aux conceptions exprimées par Rousseau et Portalis selon qui la loi n'a de sens que si elle pose des obligations juridiquement assurées, la prolifération du droit mou rend le droit moins accessible aux citoyens en noyant les dispositions obligatoires. Il participe au mouvement de dégradation de la loi comme source de droit au profit de la jurisprudence, en laissant au juge le soin de décider si une disposition est obligatoire. Il peut créer des conditions d'insécurité juridique, ce que constate, en France, le rapport 2006 du Conseil d'État.
Reste que faire de l'indétermination une composante du raisonnement juridique devient une méthode puisque "le chemin n'est pas tracé d'avance", écrit M. Delmas-Marty dans sa leçon inaugurale au collège de France à propos de la mondialisation.
La droit mou ou souple désormais trouve néanmoins des défenseurs en France : l'ex-président du Sénat, Christian Poncelet, considère que la demande sociale en lois nécessite une réponse adaptée, et que l'inflation législative n'est pas un problème.
Des circulaires du premier ministre depuis de nombreuses années dénoncent le phénomène. Dans son rapport public pour 1991, le Conseil d'État, qui rejette la faute sur les députés qui alourdissent selon lui les propositions de loi de nombreuses dispositions inutiles, pour faire des lois d'affichage, politiciennes, a proposé que l'exposé des motifs des lois soit publié au Journal officiel pour faciliter l'interprétation de la loi et mieux distinguer les objectifs politiques des normes effectivement adoptées. L'ex-président de l'Assemblée nationale Jean-Louis Debré a fait en 2004 une proposition de loi constitutionnelle « tendant à renforcer l'autorité de la loi » qui aurait expressément dit que les dispositions législatives doivent avoir une portée normative, pour clarifier le contrôle du Conseil constitutionnel en ce domaine.
Plus récemment, on retrouve le droit mou en droit de l'environnement, mais aussi dans les constitutions (la nature même des droits-créances) et les lois contemporaines.
Outre le droit français, le soft law ou "droit mou" car non contraignant est également un phénomène parfaitement discerné comme l'analyse un dernier rapport de 2007 du Parlement Européen sur la question, phénomène général au sein de l'ensemble des institutions européennes.

## Étude de 2013 du Conseil d’État
En 2013, le Conseil d'État a consacré son étude annuelle au droit souple, il vient alors tenter d'encadrer la pratique.
Dans son rapport de 2013 le conseil d’État entend encadrer le droit souple qui est depuis longtemps source d'insécurité juridique, comme il le dénonce dans son rapport public de 1991. Ce rapport annuel sur le droit souple s'inspire notamment de la théorie développée par Catherine Thibierge dans "Le droit souple, Réflexion sur les textures du droit". Le Conseil d'État emprunte la théorie selon laquelle la distinction entre droit souple et droit dur ne serait pas binaire mais qu'elle serait graduelle.
Le Conseil d'état vient poser trois conditions pour qu'un acte administratif soit un acte de droit souple ;il doit avoir pour objet de modifier ou d’orienter les comportements de leurs destinataires en suscitant, dans la mesure du possible, leur adhésion ; il ne doit pas créer  par lui même de droits ou d’obligations pour leurs destinataires ; il présente, par son contenu et son mode d’élaboration, un degré de formalisation et de structuration qui les apparente aux règles de droit.

## Exemples
Exemple de textes législatifs non normatifs ou d'une portée normative incertaine :
- Article 1er de la loi du 12 novembre 1968 d'orientation de l'enseignement supérieur : « Les universités doivent s'attacher à porter au plus haut niveau et au meilleur rythme de progrès les formes supérieures de la culture ».

- Article 1er de la loi du 25 juillet 1994 relative à la famille : « La famille est une des valeurs essentielles sur lesquelles se fonde la société. C'est sur elle que repose l'avenir de la nation. À ce titre, la politique familiale doit être globale ».

- Article 1er de la loi du 6 juillet 1989 sur les rapports locatifs[2] : « Le droit au logement est un droit fondamental ; il s'exerce dans le cadre des lois qui le régissent. (…) Les droits et obligations réciproques des bailleurs et des locataires doivent être équilibrés dans leurs relations individuelles comme dans leurs relations collectives. ».